# Кутузов, Роман Александрович
Рома́н Алекса́ндрович Куту́зов (род. 23 июля 1986, Москва) — российский кёрлингист.
Игрок мужской сборной России на чемпионате мира среди мужчин 2016.
Играет на позиции третьего.
Мастер спорта России.
Выступает как кёрлингист за команды высшего уровня в России с 2000; в настоящее время — за клуб «Краснодарский край» (Сочи).
Привлекается к участию в составе сборных России: мужской (c 2003) и смешанной (с 2009).
Как игрок участвовал в чемпионатах по кёрлингу среди мужчин: Европы (2005, 2007, 2008), мира (2016). Участник чемпионатов Европы среди смешанных команд (2009, 2010, 2012, 2013). Участник этапов кубка Мира, неоднократный участник турниров в рамках Мирового тура по кёрлингу.
Является тренером по кёрлингу с 2009 (СДЮСШОР «Воробьевы горы», сборных России); айс-мейкер (подготовка льда для кёрлинга) с 2008; судья по кёрлингу, имеет судейскую категорию и сертификат от Всемирной федерации кёрлинга.

## Достижения
- Чемпионат России по кёрлингу среди мужчин: золото (2010, 2012), серебро (2013, 2014), бронза (2008, 2011).
- Кубок России по кёрлингу среди мужчин: золото (2007), серебро (2009).
- Чемпионат России по кёрлингу среди смешанных команд: золото (2009, 2012, ?), серебро (2013, 2016), бронза (2008 ?).
- Кубок России по кёрлингу среди смешанных команд: серебро (2011), бронза (2009).
- Чемпионат России по кёрлингу среди смешанных пар: бронза (2007, 2013).
- Кубок России по кёрлингу среди смешанных пар: серебро (2011).

## Команды
| Сезон                                               | Четвёртый          | Третий              | Второй              | Первый             | Запасной                                                                                | Турниры                      |
| --------------------------------------------------- | ------------------ | ------------------- | ------------------- | ------------------ | --------------------------------------------------------------------------------------- | ---------------------------- |
| 2002—03                                             | Вадим Стебаков     | Илья Рочев          | Роман Кутузов       | Алексей Бочаров    | Станислав Семёнов                                                                       | ЧМЮ 2003 (10-е место)        |
| 2003—04                                             | Роман Кутузов      | Илья Рочев          | Антон Бобров        | Александр Козырев  | Алексей Бочаров тренер: Наталия Петрова                                                 | ЧМЮ-Б 2004 (9-е место)       |
| 2004—05                                             | Роман Кутузов      | Илья Рочев          | Алексей Бочаров     | Пётр Дрон          | Антон Бобров тренер: Наталия Петрова                                                    | ПЕКЮ 2005 (6-е место)        |
| 2005—06                                             | Александр Кириков  | Дмитрий Рыжов       | Дмитрий Абанин      | Алексей Камнев     | Роман Кутузов тренеры: Юрий Андрианов, Ольга Андрианова                                 | ЧЕ 2005 (10-е место)         |
| 2007—08                                             | Александр Кириков  | Андрей Дроздов      | Пётр Дрон           | Алексей Камнев     | Роман Кутузов тренер: Юрий Андрианов                                                    | ЧЕ 2007 (14-е место)         |
| 2007—08                                             | Андрей Дроздов     | Роман Кутузов       | Алексей Стукальский | Валентин Деменков  | Александр Козырев                                                                       | ПЕКЮ 2008                    |
| 2007—08                                             | Андрей Дроздов     | Роман Кутузов       | Александр Козырев   | Вадим Раев         | Сергей Манулычев                                                                        | ЧР 2008                      |
| 2008—09                                             | Андрей Дроздов     | Алексей Стукальский | Артём Болдузев      | Алексей Камнев     | Роман Кутузов                                                                           | ЧЕ 2008 (15-е место)         |
| 2008—09                                             | Артём Болдузев     | Роман Кутузов       | Александр Козырев   | Вадим Раев         |                                                                                         | КРМ 2008 (5 место)           |
| 2009—10                                             | Александр Кириков  | Вадим Школьников    | Роман Кутузов       | Александр Козырев  |                                                                                         | КРМ 2009 · ЧР 2010           |
| 2010—11                                             | Александр Кириков  | Роман Кутузов       | Вадим Школьников    | Виктор Корнев      |                                                                                         | КРМ 2010 (5 место)           |
| 2011—12                                             | Андрей Дроздов     | Алексей Стукальский | Роман Кутузов       | Александр Козырев  | Антон Калалб (КРМ)                                                                      | КРМ 2011 (5 место) · ЧР 2012 |
| 2012—13                                             | Андрей Дроздов     | Алексей Стукальский | Роман Кутузов       | Александр Козырев  |                                                                                         | ЧР 2013                      |
| 2013—14                                             | Андрей Дроздов     | Алексей Стукальский | Антон Калалб        | Александр Козырев  | Роман Кутузов                                                                           | ЧР 2014                      |
| 2014—15                                             | Роман Кутузов      | ?                   | ?                   | ?                  |                                                                                         | КРМ 2014 (5 место)           |
| 2014—15                                             | Роман Кутузов      | Александр Козырев   | Сергей Глухов       | Дмитрий Миронов    |                                                                                         | ЧР 2015 (группа Б, )         |
| 2015—16                                             | Алексей Целоусов   | Артём Шмаков        | Роман Кутузов       | Алексей Тимофеев   | Александр Козырев                                                                       | ЧМ 2016 (10-е место)         |
| 2015—16                                             | Роман Кутузов      | Сергей Глухов       | Александр Козырев   | Дмитрий Миронов    |                                                                                         | ЧРМ 2016 (4 место)           |
| 2020—21                                             | Роман Кутузов      | Максим Лыгарев      | Степан Киндюков     | Ярослав Лыгарев    | Артём Иванов тренер: Роман Кутузов                                                      | ЧР 2020 (13 место)           |
| 2020—21                                             | Роман Кутузов      | Артём Иванов        | Максим Лыгарев      | Степан Киндюков    | Ярослав Лыгарев тренер: Роман Кутузов                                                   | ЧР 2021 (12 место)           |
| 2021—22                                             | Роман Кутузов      | Артём Иванов        | Максим Лыгарев      | Степан Киндюков    | Ярослав Лыгарев тренеры: Роман Кутузов, В.Р. Барабанщикова                              | КРМ 2021 (11 место)          |
| 2021—22                                             | Роман Кутузов      | Артём Иванов        | Максим Лыгарев      | Ярослав Лыгарев    | Степан Киндюков тренер: Роман Кутузов                                                   | ЧР 2022 (8 место)            |
| 2022—23                                             | Роман Кутузов      | Артём Иванов        | Максим Лыгарев      | Степан Киндюков    | Александр Ермилин тренеры: Роман Кутузов, С.Я. Калалб                                   | КРМ 2022 (5 место)           |
| 2022—23                                             | Роман Кутузов      | Максим Лыгарев      | Ярослав Лыгарев     | Степан Киндюков    | Артём Иванов тренеры: Роман Кутузов, С.Я. Калалб                                        | ЧР 2023 (9 место)            |
| 2023—24                                             | Роман Кутузов      | Никита Кузнецов     | Ярослав Лыгарев     | Степан Киндюков    | Максим Лыгарев тренер: Роман Кутузов                                                    | ЧР 2024 (12 место)           |
| 2024—25                                             | Роман Кутузов      | Максим Лыгарев      | Ярослав Лыгарев     | Александр Бурдаков | тренер: Роман Кутузов                                                                   | КРМ 2025 (5 место)           |
| 2024—25                                             | Максим Лыгарев     | Роман Кутузов       | Ярослав Лыгарев     | Степан Киндюков    | Александр Бурдаков тренер: Роман Кутузов                                                | ЧР 2025 (8 место)            |
| Кёрлинг среди смешанных команд (mixed curling)      |                    |                     |                     |                    |                                                                                         |                              |
| 2007—08                                             | Андрей Дроздов     | Анна Сидорова       | Роман Кутузов       | Галина Арсенькина  | Виктория Макаршина                                                                      | ЧРСК 2008 (?)                |
| 2008—09                                             | Александр Кириков  | Маргарита Фомина    | Роман Кутузов       | Екатерина Галкина  |                                                                                         | ЧРСК 2009                    |
| 2009—10                                             | Роман Кутузов      | Дарья Козлова       | Александр Козырев   | Александра Саитова | Виктор Корнев, Анастасия Прокофьева тренеры: О.А. Андрианова, Н.Н. Петрова, С.Я. Калалб | КРСК 2009                    |
| 2009—10                                             | Яна Некрасова      | Роман Кутузов       | Дарья Козлова       | Александр Козырев  | Виктор Корнев, Александра Раева                                                         | ЧЕСК 2009 (6-е место)        |
| 2009—10                                             | Роман Кутузов      | Екатерина Галкина   | Александр Козырев   | Екатерина Антонова |                                                                                         | ЧРСК 2010 (10-е место)       |
| 2010—11                                             | Анна Сидорова      | Роман Кутузов       | Екатерина Галкина   | Вадим Раев         | Александра Саитова, Тимур Гаджиханов                                                    | КРСК 2010 (5 место)          |
| 2010—11                                             | Роман Кутузов      | Екатерина Галкина   | Вадим Раев          | Алина Биктимирова  |                                                                                         | ЧРСК 2011 (?? место)         |
| 2011—12                                             | Роман Кутузов      | Кира Езех           | Вадим Раев          | Екатерина Галкина  |                                                                                         | КРСК 2011                    |
| 2011—12                                             | Роман Кутузов      | Кира Езех           | Вадим Раев          | Екатерина Галкина  | Сергей Манулычев, Татьяна Макеева                                                       | ЧРСК 2012                    |
| 2012—13                                             | Роман Кутузов      | ?                   | ?                   | ?                  |                                                                                         | КРСК 2012 (13 место)         |
| 2012—13                                             | Роман Кутузов      | Евгения Дёмкина     | Сергей Манулычев    | Екатерина Кузьмина | Вадим Раев, Валерия Шелкова                                                             | ЧЕСК 2012 (14-е место)       |
| 2012—13                                             | Роман Кутузов      | Александра Саитова  | Вадим Раев          | Валерия Шелкова    |                                                                                         | ЧРСК 2013                    |
| 2013—14                                             | Роман Кутузов      | Валерия Шелкова     | Вадим Раев          | Мария Дуюнова      |                                                                                         | ЧЕСК 2013 (21-е место)       |
| 2013—14                                             | Роман Кутузов      | Александра Саитова  | Вадим Раев          | Валерия Шелкова    |                                                                                         | ЧРСК 2014 (7-е место)        |
| 2014—15                                             | Роман Кутузов      | Ольга Жаркова       | Сергей Глухов       | Елена Жучкова      |                                                                                         | ЧРСК 2015 (5-е место)        |
| 2015—16                                             | Роман Кутузов      | ?                   | ?                   | ?                  |                                                                                         | КРСК 2015 (5 место)          |
| 2015—16                                             | Ольга Жаркова      | Роман Кутузов       | Галина Арсенькина   | Александр Козырев  |                                                                                         | ЧРСК 2016                    |
| Кёрлинг среди смешанных пар (mixed doubles curling) |                    |                     |                     |                    |                                                                                         |                              |
| 2007—08                                             | Роман Кутузов      | Екатерина Антонова  |                     |                    |                                                                                         | ЧРСП 2007                    |
| 2011—12                                             | Роман Кутузов      | Александра Саитова  |                     |                    |                                                                                         | КРСП 2011                    |
| 2011—12                                             | Надежда Лепезина   | Роман Кутузов       |                     |                    |                                                                                         | ЧРСП 2012 (6—8 место)        |
| 2012—13                                             | Роман Кутузов      | Евгения Дёмкина     |                     |                    |                                                                                         | КРСП 2012 (9—14 место)       |
| 2012—13                                             | Надежда Лепезина   | Роман Кутузов       |                     |                    |                                                                                         | ЧРСП 2013                    |
| 2015—16                                             | Роман Кутузов      | Наталья Зайцева     |                     |                    |                                                                                         | КРСП 2015 (9—14 место)       |
| 2017—18                                             | Виктория Макаршина | Роман Кутузов       |                     |                    |                                                                                         | ЧРСП 2018 (5 место)          |
| 2023—24                                             | Александра Маева   | Роман Кутузов       |                     |                    | тренер: Роман Кутузов                                                                   | КРСП 2023 (18 место)         |

(скипы выделены полужирным шрифтом)